# Langøya (Bamble)
Langøya est une île de la commune de Bamble,  dans le comté de Telemark en Norvège.

## Description
L'île de Langtøya est située dans le l'Langesundsfjorden (en), devant Langesund. L'le mesure 2,9 km de long sur 0,5 km de large. C'est une zone de loisirs populaire, connue pour sa riche flore de plantes qui aiment la chaux. Au sud de l'île se trouve le phare de Langøytangen allumé le 1er octobre 1839.
Langøya est constitué de roches de type cambrien-silurien. Sa végétation est principalement constituée de forêts de pins calcaires, mais il existe également de bons dépôts de différents types de végétation de plage. L'île est, dans l'ensemble, très riche en floristique, c'est peut-être ce qui a rendu l'île la plus célèbre après que le professeur de botanique Matthias Numsen Blytt ait découvert la "Dryas octopetala" sur le côté est de Langøya en 1838. On y trouve également des espèces végétales intéressantes comme l' "Ophrys insectifera" (protégée en 1989) et plusieurs espèces d'orchidées.

## Aire protégée
En juin 2006, 495 hectares de l'île ont reçu le statut d'aire protégée paysagère avec protection végétale et animale appelée Zone de conservation du paysage de Langøya avec conservation de la vie animale et végétale

## Galerie

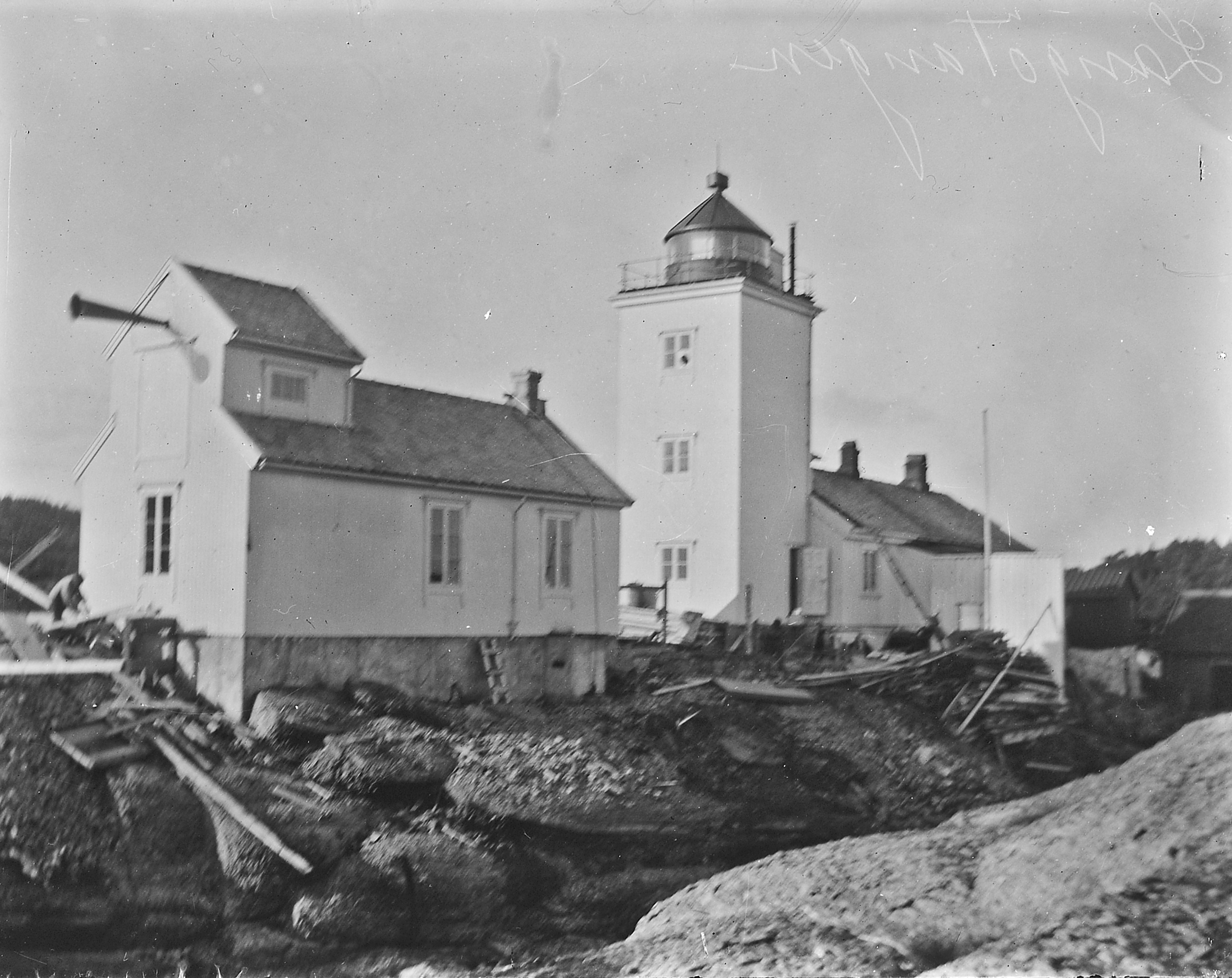
Phare de Langøytangen
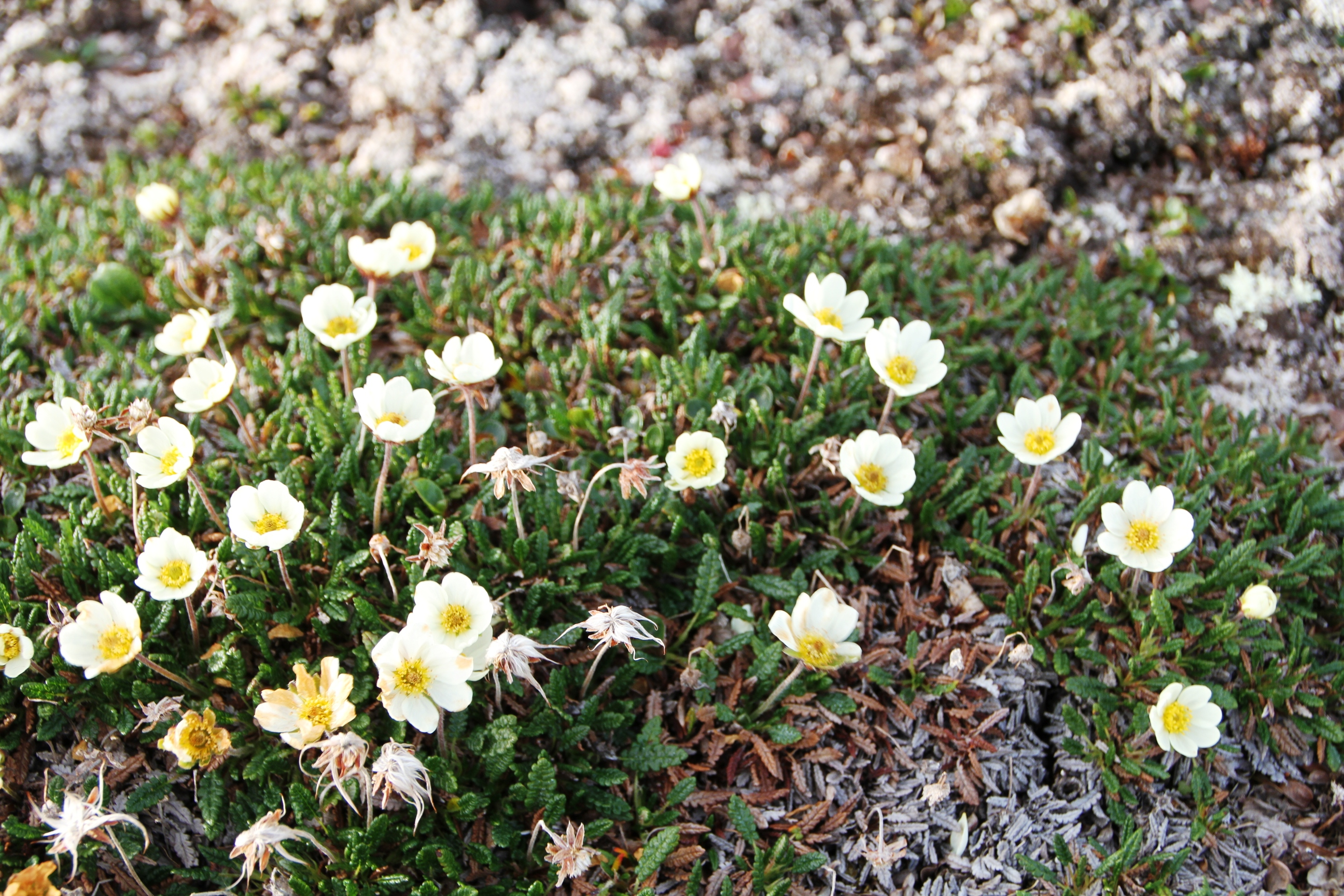
Dryas octopetala
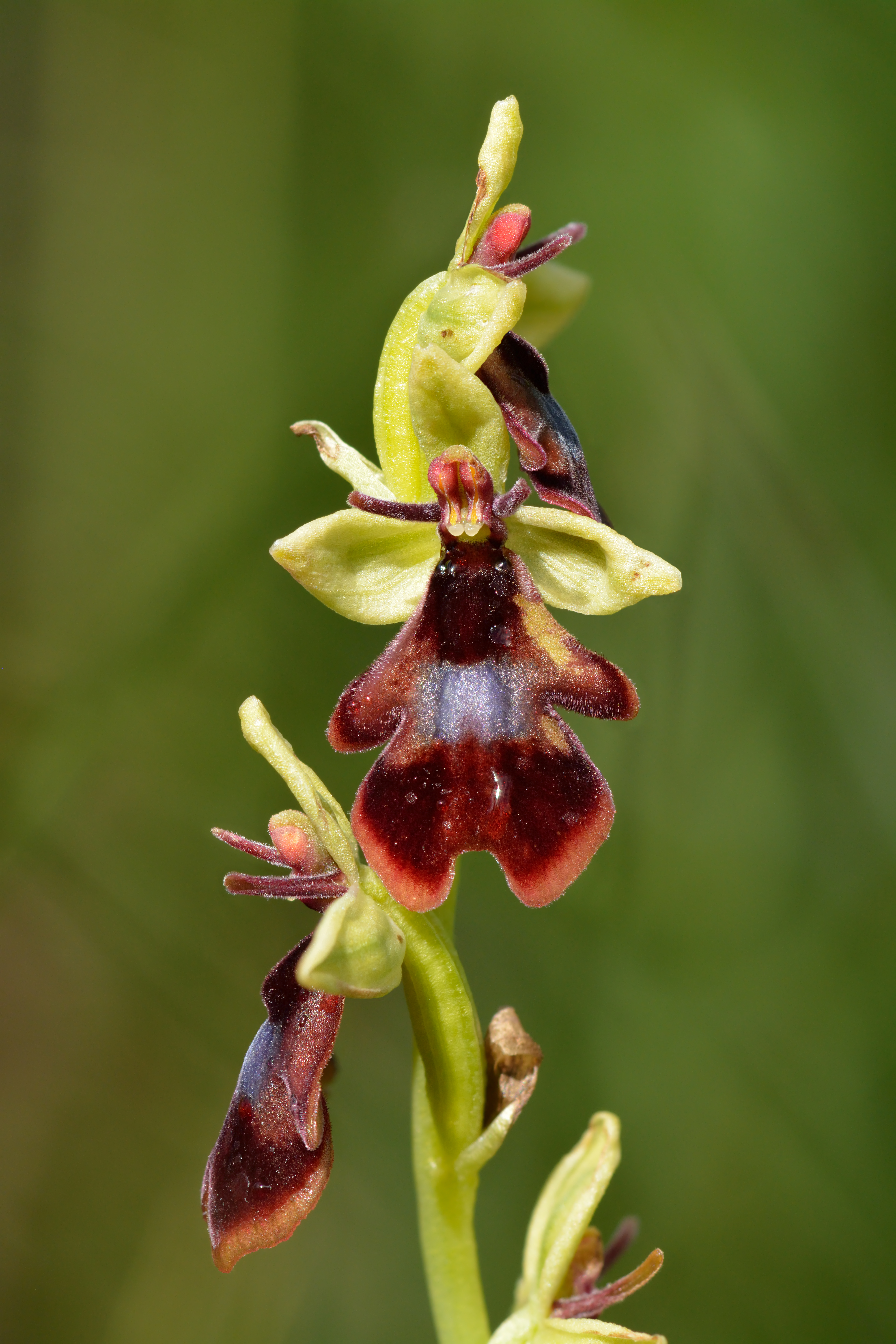
Ophrys insectifera